# Station Narayama
Station Narayama   (平城山駅,  Narayama-eki) is een spoorwegstation in de Japanse stad Nara. Het wordt aangedaan door de Yamatoji-lijn en de Nara-lijn. Het station heeft twee sporen, gelegen aan twee zijperrons.  

## Treindienst

### JR West
| 1 | ■ Yamatoji-lijn ■ Nara-lijn | richting Kizu en Kamo richting Kizu, Uji en Kioto |
| 2 | ■ Yamatoji-lijn ■ Nara-lijn | richting Nara, Tennōji en JR Namba richting Nara  |

## Geschiedenis
Het station werd in 1985 geopend.

## Overig openbaar vervoer
Bussen van Nara Kōtsū.

## Stationsomgeving
Het station bevindt zich in de nieuwbouwwijk Narayama New Town. Net als enkele andere grote projecten uit de jaren ’80 (bijvoorbeeld Rinkū Town nabij de Luchthaven Kansai) kwamen de ontwikkelingen abrupt tot stilstand na de ineenstorting van de Japanse economie eind jaren ‘80/begin jaren ’90. Derhalve zijn de reizigersaantallen en de daarbij behorende commerciële activiteiten achtergebleven bij de verwachtingen. 
- Narayama New Town (nieuwbouwwijk)
- Autoweg 24

(Kansai-lijn<<) Kamo · Kizu · Narayama · Nara · Kōriyama · Yamato-Koizumi · Hōryūji · Ōji · Sangō · Kawachi-Katakami · Takaida · Kashiwara · Shiki · Yao · Kyūhōji · Kami · Hirano · Tōbu-Shijō-mae · Tennōji · Shin-Imamiya · Imamiya (>>Osaka-ringlijn) · JR Namba
Kioto · Tōfukuji · Inari · JR Fujinomori · Momoyama · Rokujizō · Kohata · Ōbaku · Uji · JR Ogura · Shinden · Jōyō · Nagaike · Yamashiro-Aodani · Yamashiro-Taga · Tamamizu · Tanakura · Kamikoma · Kizu (Narayama · Nara)